# Pengem-los ben amunt
Pengem-los ben amunt (títol original en anglès Hang 'Em High) és un western estatunidenc de 1968 dirigit per Ted Post i protagonitzat per Clint Eastwood, Inger Stevens, Ed Begley i Pat Hingle.

## Argument
La pel·lícula narra la història de Jed Cooper (interpretat per Eastwood), un antic agent de la llei convertit a ranxer que està a punt de ser penjat de manera extrajudicial per nou dels seus veïns. Li acusen d'haver assassinat un altre ranxer per quedar-se amb el seu bestiar. Instants abans de morir asfixiat l'ajudant del marshall el troba i li salva la vida despenjant-lo. El marshall se l'emporta i uns dies després seu davant del jutge Fenton (Pat Hingle) que determina que és innocent. De fet, immediatament enxampen l'autèntic lladre i assassí i és penjat davant la mirada de Cooper. No obstant això, Cooper encara desitja venjar-se dels nou homes que quasi acaben amb ell. El jutge Fenton intenta convèncer-lo que no s'ha de prendre la justícia amb les seves mans, però davant la insistència de Cooper, i sabedor de la seva experiència com a home de la llei, decideix contractar-lo com a ajudant de marshall. La condició és que haurà de portar vius els nou homes davant la justícia.

## Repartiment
- Clint Eastwood: Jed Cooper
- Inger Stevens: Rachel Warren
- Ed Begley: Capità Wilson
- Pat Hingle: Jutge Adam Fenton
- Ben Johnson: Marshal Dave Bliss
- Charles McGraw: Xèrif Ray Calhoun, Red Creek
- Ruth White: 'Peaches' Sophie
- Bruce Dern: Miller
- Alan Hale Jr.: Matt Stone
- Arlene Golonka: Jennifer
- James Westerfield: Presoner
- Dennis Hopper: El Profeta
- L.Q. Jones: Loomis

## Rodatge
Pengem-los ben amunt fou rodada als estudis de la Metro-Goldwyn-Mayer que tenia prop de Las Cruces (Nou Mèxic).